# Casiornis fuscus
El burlisto gorgigrís (Casiornis fuscus), también denominado burlisto de garganta ceniza, es una especie de ave paseriforme de la familia Tyrannidae, una de las dos pertenecientes al género Casiornis. Es endémica de Brasil. 

## Distribución y hábitat
Se distribuye en el noreste de Brasil al sur del río Amazonas, desde el bajo Tapajós hacia el este, localmente hasta el área de Belém y hasta Paraíba y Pernambuco, y hacia el sur hasta el noreste de Mato Grosso (cuenca del alto Xingú), norte de Goiás y noroeste de Minas Gerais.
Esta especie es considerada escasa y local en sus hábitats naturales: los bosques y matorrales secos de la caatinga, y campinas amazónicas, hasta los 500 m de altitud.

## Sistemática

### Descripción original
La especie C. fuscus fue descrita por primera vez por los zoólogos británicos Philip Lutley Sclater y Osbert Salvin en 1873 bajo el nombre científico Casiornis fusca; la localidad tipo es: « Bahía; restringido posteriormente para Vila Nova da Rainha».

### Etimología
El nombre genérico masculino «Casiornis» se compone de las palabras del griego «kasia» que significa ‘árbol de canela’, y «ornis, ornithos» que significa ‘ave’; y el nombre de la especie «fuscus», en latín significa ‘marrón’, ‘moreno’.

### Taxonomía
Algunas veces es tratada como conespecífica con Casiornis rufus. Es monotípica.